# 馬丁·林内斯
馬丁·林内斯（挪威語：Martin Linnes；1991年9月20日—）是一位挪威足球運動員。在場上的位置是右後衛和右中場。現效力於土超球隊加拉塔沙雷，曾效力於挪威足球超級聯賽球隊莫迪。他也代表挪威國家足球隊參賽。